# The West Australian
The West Australian (muitas vezes chamado simplesmente de The West) é o único jornal local publicado diariamente na cidade de Perth, Austrália, e é de propriedade de Seven West Media (SWM). É publicado em formato tablóide, e é concorrente direto com  o The Sunday Times, uma publicação News Limited. É o segundo jornal australiano mais antigo de forma contínua, tendo sido publicado desde 1833. Possui fortes inclinações conservadoras. Foi descrito pelo ex-primeiro-ministro da Austrália, Paul Keating, como o pior jornal no país.

## Conteúdo
O jornal tablóide publica notícias internacionais, nacionais e locais. A partir de 23/02/2015, o jornalismo foi integrado com as notícias de TV e operações de negócios atuais de Seven News, Perth, que mudou sua equipe de notícias para as instalações do jornal Osborne Park. Uma "Breaking News" e um site de notícias de vídeo também funcionários no mesmo lugar, juntamente com as vendas e outros departamentos.
O The West Australian tem viés conservador, e geralmente apoia a Coligação do Partido Liberal-Nacional ao longo da existência do grupo político.